# Mick Dowling
Mick Dowling (właśc. Michael Dowling, ur. 17 grudnia 1946 w Castlecomer) – irlandzki bokser, dwukrotny medalista mistrzostw Europy i dwukrotny olimpijczyk.
Startował w kategorii koguciej (do 54 kg). Wystąpił w niej na igrzyskach olimpijskich w 1968 w Meksyku, gdzie wygrał dwie walki, a w ćwierćfinale pokonał go Japończyk Eiji Morioka. Zdobył brązowy medal na mistrzostwach Europy w 1993 w Bukareszcie po wygraniu dwóch walk i porażce w półfinale z Aldo Cosentino z Francji. Na kolejnych mistrzostwach Europy w 1971 w Madrycie ponownie wywalczył brązowy medal w tej kategorii wagowej; w półfinale pokonał go Aleksandr Mielnikow ze Związku Radzieckiego.
Na igrzyskach olimpijskich w 1972 w Monachium wygrał jedną walkę, ale przegrał drugą z późniejszym złotym medalistą Orlando Martínezem z Kuby. Wystąpił na mistrzostwach Europy w 1973 w Belgradzie, ale przegrał pierwszą walkę z Krzysztofem Madejem z Polski. 
Osiem razy z rzędu w latach 1968–1975 był mistrzem Irlandii w wadze koguciej.